# Carlos Pedro Zilli
Carlos Pedro Zilli   (Santa Cruz do Rio Pardo, 7 d'octubre de 1954 - Bissau, 31 de març de 2021) fou un religiós de Guinea Bissau d'origen brasiler.
El 6 de juliol de 1984 esdevingué membre del Pontifici Institut de Missions Estrangeres (PIME) i el 5 de gener de 1985 fou ordenat sacerdot. Poc després fou enviat a Guinea Bissau, on fou vicari parroquial a la missió de Bafatá i adjunt al bisbe per la zona de Cacheu. Va ocupar el càrrec de president de la comissió per a la formació dels seminaristes majors, de 1986 a 1998, i superior regional del Pontifici Institut de Missions Estrangeres de Guinea Bissau, de 1993 a 1997.
El 13 de març de 2001 Zilli fou nomenat primer bisbe de la diòcesi de Bafatá quan fou creada com a escissió de la diòcesi de Bissau. Fou ordenat bisbe el 30 de juny de 2001.